# La Conquista del Estado

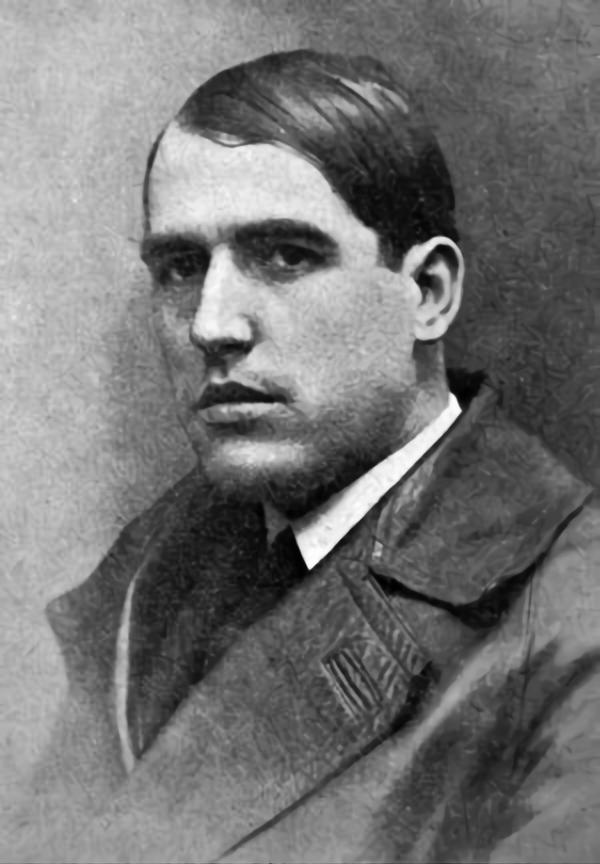
Ramiro Ledesma (circa 1930)

La Conquista del Estado fue un semanario político español fundado en Madrid el 14 de marzo de 1931 (un mes antes de la proclamación de la Segunda República) por el escritor y pensador político Ramiro Ledesma Ramos, que fue su director. Salieron a la luz veintitrés números, siendo el último de ellos el 24 de octubre de 1931.

## Objetivos políticos
De corte fascista, estaba inspirado en la publicación homónima italiana de Curzio Malaparte (La Conquista dello Stato) y pretendía convertirse en el embrión del fascismo español desde un punto de vista teórico.
En su primer número publicó un manifiesto cuyas ideas fuerza eran la supremacía del Estado, afirmación nacional, articulación comarcal de España y estructura sindical de la economía (nacionalsindicalismo). El periódico redactó, además, diecisiete puntos básicos, que destacaban sus objetivos primordiales.

### Revolución nacional y social
Declaradamente partidaria del fascismo, en todos los números del semanario se hace hincapié en la idea de revolución, que se enfrente tanto al marxismo como al capitalismo, enfocándose en la llamada tercera vía y haciendo menciones continuas tanto a la Italia fascista como al Partido Nacionalsocialista de Adolf Hitler, el cual llegaría dos años más tarde al poder. También fue muy combativo con el independentismo, en especial el catalán, al que dedicó varios artículos de clara oposición al mismo.
A su vez, intentó reclutar a los descontentos de algunos movimientos revolucionarios proletarios, fundamentalmente de miembros de la CNT, asistiendo al Congreso Extraordinario de 1931 de la organización anarcosindicalista y apoyando la Huelga de la Telefónica convocada por estos.

## Fin del semanario y fundación de las JONS
Tras sufrir dificultades económicas por la censura establecida en la Ley de Defensa de la República (1931), anunció en octubre el final de su andadura; aunque hacía oficial la formación de una nueva organización política y un nuevo semanario titulado JONS, órgano de las Juntas de Ofensiva Nacional-Sindicalista, que se convertirá en el primer partido abiertamente filofascista existente en España.